# Jaume Vicens Vives
Jaime Vicens Vives, en catalán Jaume Vicens Vives (Gerona, 6 de junio de 1910 - Lyon, 28 de junio de 1960), fue un historiador y catedrático español. Tras la presentación de su tesis doctoral titulada «Fernando II y la ciudad de Barcelona (1479-1516)» en febrero de 1936, su área de estudio se centró en la Cataluña de la Baja Edad Media, para acabar siendo considerado como principal autoridad en la historia económica y social, lo que en los primeros años del franquismo era una excepción dentro del panorama de la universidad española, en un momento en que parte de los intelectuales estaban en el exilio.

## Biografía

### Infancia
Era hijo de Juan Vicens Comas y de Victoria Vives y nació en la carretera de Santa Eugenia, número 5, de Gerona. Su padre había llegado a Gerona a finales del siglo XIX y trabajaba de apoderado en la fábrica La Farinera Ensesa. Su madre tenía un taller de modista en la plaza del Gra. Sus padres tuvieron dos hijos y una hija: Juan, nacido en 1906; Jaime, en 1910 y María del Carmen en 1923.
Sus estudios primarios los realizó en el colegio salesiano de los Hermanos de la Doctrina Cristiana de Gerona. Desde su infancia ya mostró una clara vocación científica, dedicando los máximos esfuerzos a perseverar en los estudios.
Su padre murió súbitamente en 1922 y su madre se trasladó en 1924 a Barcelona, donde tenía más oportunidades de sacar adelante a su familia trabajando en su profesión. En 1926 su madre se volvió a casar y las malas relaciones entre Jaime y su padrastro lo llevaron a dejar el hogar familiar con apenas 16 años para irse a vivir a una pensión, costeando la finalización de sus estudios secundarios con un trabajo de contable en unos grandes almacenes. Su madre murió en 1929.

### Formación y primeros trabajos
Había empezado los estudios de bachillerato en el Instituto General y Técnico de Gerona ubicado en el antiguo convento de los capuchinos de la calle de la Fuerza, donde estableció una amistad adolescente, mantenida durante toda su vida, con Santiago Sobrequés.
Entre 1927 y 1930 estudió Historia en la Facultad de Filosofía y Letras de la Universidad de Barcelona donde tuvo como maestros a Antonio de la Torre y a Pedro Bosch Gimpera. La influencia diferente de los dos maestros lo llevaron a desarrollar un carácter ecléctico. Del primero, archivero y representante de la escuela castellana del derecho, de planteamientos positivistas, incorporó la visión rigurosa y erudita propia de la filosofía germánica; del segundo sacó la interpretación y la capacidad de síntesis.
En la universidad tuvo como compañeros al americanista Pere Grases y al medievalista Santiago Sobrequés, entre otros. Consiguió unas notas magníficas y acabó los estudios universitarios con matrícula de honor, lo que le proporcionó un importante apoyo de los docentes de la universidad.
Por mediación de Antonio de la Torre fue nombrado profesor del Instituto-Escuela de la Generalidad de Cataluña (1932-1933) dentro del proyecto de renovación pedagógica de la Segunda República. En la recientemente creada Universidad Autónoma de Barcelona fue nombrado encargado de curso y ayudante (1933-1937). Simultáneamente obtuvo la cátedra de Geografía e Historia en el Instituto Ramón Muntaner de Figueras, incorporándose en 1933 al claustro de la Universidad de Barcelona. 
En 1935 ganó por oposición la plaza de catedrático de Geografía e Historia en Zafra (Badajoz), donde residió solo unos meses para trasladarse en comisión de servicios otra vez a Barcelona donde continuó dando clases en la universidad. Creó, junto a Enric Bagué y a Ferran Soldevila, el seminario de Historia de Cataluña.
Con una situación económica estable, se centra en la investigación y la redacción de su tesis doctoral. En 1932, publicó en la revista de Estudios Universitarios Catalanes un trabajo titulado «Jachme dez Torrent, Fernando II y la modificación del régimen municipal de Barcelona», donde hacia un avance de su tesis doctoral. Su tesis, titulada Fernando II y la ciudad de Barcelona (1479-1516), fue leída el 22 de febrero de 1936 en el Salón del Consejo de la Universidad de Barcelona ante un tribunal formado por Antonio de la Torre, Pedro Bosch, Lluís Pericot García, Ferran Soldevila y Alberto del Castillo.
La visión de Jaime Vicens expresada en su tesis es abiertamente crítica con la tradición historiográfica del catalanismo. Por este motivo, tuvo una polémica con Antoni Rovira i Virgili el verano de 1935. Vicens consideraba que la historiografía derivada de la Renaixença tenía un carácter amateur y una visión nacionalista interesada, aunque respetaba el carácter universitario de la obra de Ferran Soldevila.

### Matrimonio y familia
En 1933 formó parte del crucero universitario por el Mediterráneo organizado por la Universidad Complutense de Madrid, donde también viajaba su futura esposa, hija de Baldiri Rahola Llorens y sobrina paterna de Pedro Rahola Molinas, diputado del partido conservador Lliga Catalana y futuro ministro de Marina, María del Rosario Rahola de Espona, en catalán Maria del Roser Rahola d'Espona, estudiante suya de primer curso de Filosofía y Letras donde se había incorporado en 1933 y de la que solo podría licenciarse en 1951 a causa de la guerra civil española.
Se casaron en plena guerra civil, el 20 de agosto de 1937 en una ceremonia civil en el rectorado de la Universidad de Barcelona realizada por el Consejero de Justicia de la Generalidad de Cataluña, Pedro Bosch. La boda tuvo mucha repercusión en el mundo docente ya que asistieron a ella Santiago Pi i Sunyer, Joaquín Xirau Palau y Josep Irla.

### Guerra civil y depuración franquista
Poco después de casarse fue movilizado por el bando republicano y sirvió en el cuerpo sanitario hasta el final de la contienda. Al acabar la guerra, Vicens pensó en huir a Francia con su cuñado Fadrique Rahola de Espona pero al final decidió quedarse en Cataluña. Confiaba en que nada podía pasarle pues no se había manifestado políticamente ni estaba en ninguna formación política.
Pero en contra de lo que predijo, se le instruyó un expediente de depuración de su cargo de catedrático, bajo sospecha de haber celebrado «su matrimonio civil con desusada solemnidad en el edificio de la Universidad, con intervención directa del entonces rector, Bosch Gimpera, y otros destacados elementos de la misma universidad, a cuya ceremonia se le dio publicidad en la prensa sin ninguna rectificación por su parte». El expediente hacía constar como pruebas incriminatorias la condición de «rojo» del rector y la pertenencia de Vicens al Comité de profesores, empleados y obreros de la UB.
El Tribunal de Responsabilidades Políticas número 3 de Barcelona proponía una «separación definitiva» de la profesión, pero Vicens Vives consiguió reducir sensiblemente la propuesta gracias a los numerosos avales presentados. El 14 de agosto de 1941 fue decretada su inhabilitación para cargos directivos y su traslado fuera de Cataluña, sanción no prevista en ninguno de los diferentes decretos que regulaban la depuración, ya que el traslado se limitaba al ámbito provincial.
Entre su suspensión y el traslado forzado a Baeza (Jaén) tuvo que malvivir dando clase en instituciones privadas y realizando trabajos editoriales para la revista Destino. Fue un periodo personalmente muy duro para Jaime Vicens y se manifestó físicamente en un prematuro emblanquecimiento de sus cabellos. Además de trabajar para la editorial Gallach en obras como Mil figuras de la historia, en 1942 junto a su cuñado Frederic creó la Editorial Teide, que acabaría teniendo un papel importante en la renovación de los libros de texto en España.

### Retorno a Barcelona

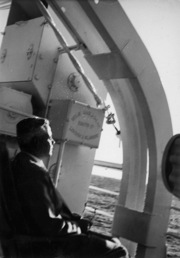
Vicens Vives a bordo de un barco en un viaje hacia Cerdeña, Italia, en 1957.

En septiembre de 1943, durante su estancia en Baeza, participó en un congreso de historia en el Monasterio de La Rábida, donde entró en contacto con un círculo de estudiosos e historiadores próximos al Opus Dei entre los que se encontraban Rafael Calvo Serer, Florentino Pérez Embid y Vicente Rodríguez Casado que, posteriormente, le dieron apoyo político en un intento de atraer uno de los intelectuales de nivel que habían quedado en España tras la guerra civil.
Al poco tiempo, la capacidad económica que le aportó la Editorial Teide le permitió la excedencia de la plaza de Baeza y su regreso a Barcelona, donde preparó su reincorporación a la universidad. En 1947 obtuvo la cátedra de Historia Moderna en la Universidad de Zaragoza con el apoyo de Rodríguez Casado. Al año siguiente, nuevamente por oposición, ganó la cátedra de Historia Moderna y Contemporánea de la Universidad de Barcelona.
Empieza así una etapa de plenitud de su magisterio y de la labor de investigación. Simultaneó estas actividades con la dirección de la sección barcelonesa del Instituto Jerónimo Zurita del Consejo Superior de Investigaciones Científicas. En el curso de 1949 creó, dentro de la universidad, el Centro de Estudios Históricos Internacionales y empezó a editar la revista Estudios de Historia Moderna, que fue una de las publicaciones más prestigiosas de la especialidad y el Índice Histórico Español, en 1953, instrumento imprescindible para la normalización del trabajo historiográfico que el centro continúa publicando periódicamente.
Mantuvo contactos con los principales historiadores internacionales coetáneos como Arnold J. Toynbee, Lucien Febvre o Fernand Braudel, la influencia de los cuales se identifica en sus escritos, y apoyó a figuras emergentes como Pierre Vilar. En 1950 asistió al IX Congreso Internacional de Ciencias Humanas de París, donde entró en contacto con las nuevas corrientes de la historiografía europea. Según Josep Fontana, «recibió una fuerte influencia de la escuela de Annales, que lo llevó a afirmaciones programáticas en las que proclamaba la importancia de los hechos económicos y, muy especialmente, la fe en la eficacia del método estadístico, aunque con adherencias tan congruentes como la geopolítica, el método de las generaciones o las morfologías históricas».[cita requerida] Vicens vio en esta nueva visión integral del análisis de la historia una gran oportunidad para reescribir la historia de España.
Era consciente de que la tarea de revisión de la historia resultaba inabarcable para una sola persona. Encontró el apoyo en sus discípulos más directos —Nadal, Vilar, Fontana, John Elliott, etc.— desarrollando la actividad mediante las publicaciones del Centro de Estudios Históricos Internacionales.
En los años 1950 empezó a desarrollar su actividad política. Era un personaje popular, bien considerado tanto por las corrientes moderadas del régimen franquista como por el catalanismo. En este periodo de su vida, con una buena posición económica y una solvencia profesional asegurada, pasó a dedicar más tiempo a su familia y a su afición por el mar. Es durante estos años, 1955, cuando contactó con Josep Pla, con quien tendría una estrecha relación.

### Muerte
Jaume Vicens era una persona fuerte físicamente pero repentinamente se le diagnosticó cáncer de pulmón a los cincuenta años de edad. En febrero de 1960 cesó toda su actividad y poco después se trasladó a Lyon para ser operado y tratado en la Clinique du Parc, donde residió unos meses acompañado de su familia hasta su fallecimiento el 28 de junio de 1960.
Fue enterrado en Rosas el 1 de julio de 1960 contando con una numerosa representación institucional y muchos amigos y discípulos. Josep Pla calificó su pérdida como «la más devastadora que el país ha sufrido en los años que vamos, mediocremente, viviendo».

## Legado historiográfico
Vicens Vives dejó una serie de instrumentos que permitan continuar su método de análisis historiográfico, como el Centro de Estudios Históricos Internacionales y sus publicaciones: Estudios de Historia Moderna (efímera debido a su muerte) y el Índice Histórico Español que continúa actualizándose actualmente.
Su aportación a la renovación historiográfica que le había supuesto los enfrentamientos con la generación anterior de historiadores, se basaba en tres ejes: la afirmación de la monarquía del siglo XV al XVIII como factor modernizador frente a las instituciones; la superación de los límites cronológicos medievalizantes de la historiografía catalana y el paso de una historia de contenido político a otra de orientación económico-social.
En la obra de Vicens se observa una fluctuación metodológica entre una visión generacional de la historia y una interpretación sociológica, una fluctuación que en parte se explica por las circunstancias dramáticas en que vivió Vicens y que han hecho de él un historiador obligado a trabajar a toda prisa. De hecho, el propio Vicens había expresado en 1956: 

Estoy donde estaba el 23 de enero de 1939 cuando, arrancado a la pura utopía de los archivos, el historiador, convencido de que todo estaba en marcha, se asomó a la ventana kafkiana de la pura locura catastrófica y decidió contribuir a poner algún sentido de responsabilidad y coherencia en un país condenado al vocerío consiguiente.

Su propuesta transformadora fue pionera en Cataluña, que contempló el tránsito de la historiografía vocacional a otra profesional mediante la formación del ejercicio académico.

## Obras
| - España. Geopolítica del Estado y del Imperio (1940) - Política del Rey Católico en Cataluña (1940) - Mil figuras de la Historia, 2 volúmenes, (Gallach, 1944) - Historia de los remensas en el siglo XV (1945) - Aproximación a la historia de España (1952) - Historia general moderna: siglos XVIII-XX (1952) - Juan II de Aragón (1398-1479): monarquía y revolución en la España del siglo XV (1953) - Noticia de Cataluña (1954) - El gran sindicato remensa (1954) - Biografías catalanas (1955-1961) - Industriales y políticos del siglo XIX (1958) - Historia social y económica de España y América (Teide, 1959) - Historia económica de España (1959) - De la conquista a la independencia (1959) - Història de Catalunya, (Destino, 1960) - Historia de España y de América, (Vicens Vives, 1961) - Trajectòria mediterrània del Príncep de Viana (Rafael Dalmau, 1961) - Cataluña en el siglo XIX (1961) - L´Arxiduc Carles d´Austria rei dels catalans, (Aedos, 1967) - Coyuntura económica y reformismo burgués (Ariel, 1968) | - Catalunya ahir i avui, (Ariel, 1967) - España, América, Europa, (Ariel, 1967) - Mil lecciones de la Historia (desde la prehistoria hasta el fin de la Edad Media), (Vicens Vives, 1971) - Els Trastàmares (Vicens Vives, 1974) - Notícia de Catalunya (Destino, 1975) - Historia de los Remensas (en el siglo XV), Vicens Vives, 1978 - Los catalanes en el siglo XIX (Alianza, 1986) - Historia económica de España (Vicens Vives, 1987) - Epistolari, volum 2, (Círculo de Estudios Históricos y Sociales de Gerona, 1988) - Sabadell en la història Universal (Fundación Bosch i Cardellach, 1998) - El capitán de industria español en los últimos cien años (Vicens Vives, 1999) - Juan II de Aragón: monarquía y revolución en la España del siglo XV, (Urgoiti, 2003) - Girona (Base, 2010) - Ferran II i la ciutad de Barcelona, (Vicens Vives, 2011) - Cinco estudios de Historia de España (Ariel, 2012) - Espanya contemporànea (1814-1953), (Quaderns Crema, 2012) - España contemporánea (1814-1953) (Acantilado, 2012) - La crisis del siglo XX (1919-1945) (Acantilado, 2013) - y Josep Pla, Guillem Molla (ed.), L´hora de les decisions. Cartes 1950-1960, (Destino, 2019) |